# CPOH
Collectief Particulier Opdrachtgeverschap voor Huurders (CPOH) valt onder het particulier opdrachtgeverschap. Bij deze ontwikkelvorm houdt een groep particulieren (collectief) volledige zeggenschap over de uiteindelijk te realiseren woningen.

## Beschrijving CPOH
Het Collectief is een (coöperatieve) woningvereniging, waarvan particulieren lid kunnen worden. Die particulieren vormen samen de groep met gemeenschappelijke wensen en eisen. Wensen en eisen worden vertaald in Opdrachtgeverschap (het bouwen van woningen). Die woningen worden eigendom van het collectief (de vereniging) en kunnen gehuurd worden door de leden. Door lid te worden van het collectief wordt het recht verworven om te wonen in de woningen van het collectief.
Leden van een CPOH-project betalen meestal eenmalig een lidmaatschapsbedrag/inleggeld, aangemerkt als een achtergestelde lening.
De coöperatie of vereniging bepaalt het aantal leden. Een goedlopende vereniging behaalt rendement waarbij de leden kunnen bepalen of zij deze 'opbrengst' willen gebruiken voor aankoop of bouw van extra woningen of het rendement te laten uit keren aan de 'aandeelhouders' (de leden). Wordt er voor de eerste optie gekozen, dan is er sprake van een groeimodel waarbij het aantal woningen in de toekomst toeneemt en er dus meer woningen voor leden komen.

## Lidmaatschap
Door lid te worden van de coöperatie koopt men lidmaatschaps- en woonrecht: recht op bewoning van een woning in het complex. De coöperatie heeft het juridisch eigendom van het complex woningen en sluit een hypotheek af voor het complex. De banklening wordt aangevuld met 'vreemd vermogen' van beleggers. Wil een lid niet meer huren, dan kan men - met inachtneming van een af te spreken opzegtermijn - de huur opzeggen en ontvangt men de inleg van het 'aandeel' terug.

## Voor- en nadelen ten opzichte van huur of koop
- Te veel inkomen voor huurwoning, te weinig inkomen voor een koopwoning, maar wel mogelijkheid om te participeren in een CPOH-project
- Er kan heel specifiek voor één bepaald complex gekozen worden
- Geen last van een te verkopen woning bij een verhuizing

Nadelen zijn dat processen vaak erg lang duren waardoor veel projecten uiteindelijk niet van de grond komen. Daarnaast moet geïnvesteerd worden in adviseurs (zoals bouwbegeleiders en architect) en eventueel bouwgrond terwijl dan nog vaak geen banklening mogelijk is. Projecten die lid worden van VrijCoop kunnen startfinanciering krijgen via deze vereniging van woongemeenschappen.
Een ander groot nadeel is dat Nederlandse banken niet bekend zijn met het financieren van CPOH-projecten. Dat komt omdat Nederlandse banken geen hypotheek kunnen verstrekken aan woongemeenschappen.
In Duitsland zijn ongeveer 2.000 woongemeenschappen die lijken op deze CPOH-vorm. Daardoor zijn Duitse banken gemakkelijker te benaderen voor financiering. De Duitse GLS Bank is de eerste bank die een aantal CPOH-projecten in Nederland financiert. De landelijke Rabobank heeft in 2021 te kennen gegeven ook CPOH-projecten te willen gaan financieren.